# Мельничук Тарас Петрович
Мельничук Тарас Петрович (нар. 23 квітня 1989, Тернопільщина, УРСР) — український державний службовець, правник, доктор філософії (PhD) з публічного управління, Заслужений юрист України, постійний представник Кабінету Міністрів України у Верховній Раді України, керівник секретаріату фракції Слуга народу у Верховній Раді України IX скликання.

## Життєпис
Народився 23 квітня 1989 року в селі у Кременецькому районі Тернопільської області. У 2004 році екстерном закінчив Кременецький ліцей імені Уласа Самчука.
В 15 років вступив до Кременецького обласного гуманітарно-педагогічного інституту імені Тараса Шевченка.
В 18 років почав працювати викладачем та юрисконсультом, одночасно навчаючись у двох закладах вищої освіти.
В 19 років розпочав кар'єру державного службовця в Кременецькій районній державній адміністрації Тернопільської області.
В 21 рік став наймолодшим директором школи в Україні.
В 24 роки був призначений заступником голови Кременецької районної державної адміністрації Тернопільської області. Згодом вступив до магістратури Національної академії державного управління при Президентові України. Закінчив її з відзнакою. Одночасно працював помічником-консультантом народного депутата України при Комітеті Верховної Ради України VIII скликання з питань державного будівництва, регіональної політики та місцевого самоврядування, навчався у Польщі у Вищій школі управління охороною праці в Катовіце (The University of Occupational Safety Management in Katowice).
Здобув науковий ступень доктора філософії (PhD) за спеціальністю «Публічне управління та адміністрування».

## Освіта
- 2004—2009 навчався в Кременецькому обласному гуманітарно-педагогічному інституті імені Тараса Шевченка за фахом вчитель біології, географії, валеології та основ екології, організатор краєзнавчо-туристичної роботи. Отримав диплом спеціаліста з відзнакою;
- 2007—2011 навчався на юридичному факультеті Національного університету «Острозька академія», отримав другу вищу освіту за спеціальністю «Правознавство», здобувши кваліфікацію «юрист». Напрям підготовки — цивільне право;
- 2014—2016 навчався в магістратурі у Національній академії державного управління при Президентові України за спеціальністю «Парламентаризм та парламентська діяльність» за напрямом підготовки «Державне управління». Отримав диплом магістра з відзнакою;
- 2015—2016 навчався в магістратурі у Вищій школі управління охороною праці у Катовіце (Польща) (The University of Occupational Safety Management in Katowice) за спеціальністю «Менеджмент у публічному адмініструванні»;
- 2018—2021 навчався в аспірантурі в Національній академії державного управління при Президентові України[1];
- 2021 захистив дисертацію на тему «Розвиток професійної державної служби у країнах ЄС: досвід для України» та здобув науковий ступінь доктора філософії (PhD) в галузі знань «Публічне управління та адміністрування» за спеціальністю «Публічне управління та адміністрування».

## Трудова діяльність
- 2007—2008 юрисконсульт та викладач правознавства у ПТУ № 6 м. Кременець;
- 2008—2009 юрист, головний спеціаліст по реформуванню управління агропромислового розвитку Кременецької районної державної адміністрації Тернопільської області;
- 2009—2010 викладач правознавства та трудового законодавства професійно-технічного училища № 6 м. Кременець. Також, за сумісництвом, вчитель природознавства і географії Попівецької загальноосвітньої школи І-ІІ ступенів;
- 2010—2013 директор Попівецької загальноосвітньої школи І-ІІ ступенів;
- 2013—2014 заступник голови Кременецької районної державної адміністрації Тернопільської області з гуманітарних питань;
- 2015—2017 помічник-консультант народного депутата України[2];
- 2017—2019 радник Міністра Кабінету Міністрів України;
- 2018—2019 експерт з питань секторальної політики Європейського Союзу в Україні — Senior Sectoral Policy Fellow of European Union;
- 2019 заступник керівника Апарату Київської обласної державної адміністрації, виконуючий обов'язки керівника Апарату Київської обласної державної адміністрації;
- 2019—2020 працював за сумісництвом на посаді асистента кафедри державного управління філософського факультету КНУ ім. Шевченка;
- з 2019 — керівник Секретаріату депутатської фракції Слуга народу у ВРУ IX скликання[3].

Автор близько 20 наукових статей та публікацій в галузі публічного управління.

## Політична діяльність
- 2010—2015 депутат сільської ради Кременецького району Тернопільської області. Самовисуванець, безпартійний;
- З червня 2021 є постійним представником Кабінету Міністрів України у Верховній Раді України[4].

## Почесні звання
- 2024 — «Заслужений юрист України»[5].

## Сім'я
Одружений